# 夏德維爾 (佛羅里達州)
夏德維爾（英語：Shadeville）是位於美國佛羅里達州沃庫拉縣的一個非建制地區。該地的面積和人口皆未知。

## 地理
夏德維爾的座標為30°11′58″N 84°18′32″W / 30.19944°N 84.30889°W，而該地的平均海拔高度為8米（即26英尺）。